# Adolfo Belmonte
Adolfo Belmonte Heredia (nascido em 10 de janeiro de 1945) é um ex-ciclista olímpico mexicano. Representou sua nação em duas edições dos Jogos Olímpicos: Tóquio 1964 e Cidade do México 1968.